# Musique corse
La musique corse, dont particulièrement l'emblématique chant polyphonique corse, est une part de l'identité et de la culture peuple corse, connue partout en France et en Europe. D'autres formes et styles de musique (à une seule voix, chœurs) existent en Corse, liés notamment au répertoire religieux (par ex. : cantiques) ou à la vie privée ou civile (par ex. : des berceuses aux lamenti ou vocceri). 
La Corse est, avec la Sardaigne, la seule île en Méditerranée à pratiquer le chant polyphonique. La musique sarde, comme celle de la corse, est appréciée des compatriotes et des visiteurs.

## Histoire
La musique et le chant corses sont une pratique issue de tradition orale et populaire de la vie sociale villageoise : chants liés au travail paysan (triberra), à la vie quotidienne (par ex. : les berceuses nanne) et évènements douloureux (lamenti) ou à la vie religieuse très forte en Corse (cantiques) se sont forgés avec l'influence notamment de la proche Sardaigne et l'Italie. Les instruments de musique se développèrent en Corse comme la cetera ou la riberbula, sans exclure l'usage d'instruments plus classiques (violon, …). 
Au-delà de l'origine religieuse dont l'empreinte est toujours vivante les chants polyphoniques (A pulifunia Corsa) sont des chants villageois ou de berger qui durant leurs séjours en montagne chantaient des paghjelle (au singulier paghjella). Du point de vue du texte chanté, ces paghjelle avaient pour but premier de raconter les faits de la vie quotidienne, avant de devenir un moyen de transmission de culture, de tradition et d'histoire. Ainsi par exemple, la défaite de l'armée corse de Pascal Paoli face à l'armée française du roi Louis XV, à la bataille de Ponte-Novo, est toujours chantée dans plusieurs Paghjelle di Ponte Novu.
Un important travail de mémoire est mené au cours de la deuxième moitié du XXe siècle : le musicologue Félix Quilici et l'universitaire Paul Arrighi, comme le menuisier Ghjuliu Bernardini (père de Jean-François et Alain, meneurs du groupe I Muvrini), Jean-Paul Poletti et Minicale notent et enregistrent sons, chants et histoires dans les villages, reçus de bouche à oreille, pour transmettre la tradition.
Le Riacquistu est une « réappropriation », au long des années 1970 et 1980, portée par le groupe Canta U Populu Corsu. Formé par Petru Guelfucci, Jean-Paul Poletti, Minicale, il fait redécouvrir le chant polyphonique corse. Avec le succès sur le continent du groupe I Muvrini (première tournée 1982 en Corse, puis sur le continent dans les années 2000), la polyphonie corse trouve un nouveau public en dehors de la Corse et des Corses expatriés.  Le chœur de Sartène U Cori di Sartè pratique un triple répertoire : polyphonie traditionnelle corse, polyphonie franciscaine, répertoire sacré.
La musique et le chant corses se diversifient, continuant à évoluer tant au niveau musical que sur les valeurs véhiculées, entre inspirations purement traditionnelles corses, ou plus universalistes, ou même par rapprochement avec d'autres traditions, avec des figures.
De nouveaux[Quand ?] groupes tels qu'Alba, n'hésitent pas à rafraîchir[style à revoir] la polyphonie corse en y associant des instruments et en composant une musique nouvelle inspirée de la tradition, mais ouverte sur le monde d'aujourd'hui[Quand ?]. D'autres groupes (I Muvrini, Les Nouvelles Polyphonies corses, L'Arcusgi, A Primavera) n'hésitent pas à mélanger les styles, les instruments et les cultures afin de créer un style qui leur est propre et qui s'éloigne de la polyphonie traditionnelle. Ils se rapprochent en ce sens de la musique fusion. D'autres groupes encore se rapprochent de groupes de musiques issues d'autres traditions: par exemple L'Arcusgi a mêle à plusieurs reprises dans ses chants langue corse et langue basque (par ex. : la chanson Askatasunera). La chanson Surella d'Irlanda (Sœur d'Irlande), écrite par le groupe Canta U Populu Corsu, dénonce l'occupation britannique en Irlande du Nord. D'autres encore chantent leur désir de liberté et d'identité.

## Types de musiques et chants
La musique et les chants corses les plus connus (médiatisés) sont marqués aujourd'hui[Quand ?] principalement par le chants polyphonique à 3 voix (notamment la paghjelle, traditionnel ou non). On parle[style à revoir] de cantu/i (chant) comme terme générique, ou plus particulièrement pour désigner les chants religieux ou épiques.
Dans le répertoire religieux : il y a en Corse une longue tradition de chants sacrés catholiques, chantés lors de veillées de prière, de pèlerinages et de fêtes de village. Les cantiques sont des chants bibliques ou de liturgie (chrétienne en Corse), à 1 ou 2 voix. Le chant liturgique Dio vi salvi Regina est si populaire qu'il est devenu l'hymne national Corse' en 1735.
Le triberra est un chant paysan lié au travail (comme typiquement battre le blé, d’où le nom Triberra=battage). Il invoque en général la générosité et l’abondance. 
Le nanne est une berceuse poétique (1 voix), chant doux destiné à aider les enfants à s’endormir, avec une portée universelle à l’instar d’autres cultures.
La sérénade est un chant d’amour (à 1 voix).
Le lamentu/i est une complainte exprimant la tristesse, à une voix, évoquant un décès, un événement tragique ou douloureux. Il se rapporte à un/des amoureux, prisonniers, bandits, etc. Il peut être détourné en satire ou mode humoristique. Une variante est le vocceru/i, chant à une voix aussi improvisé, lié à la mort et basé lui plus sur un sentiment de colère, chanté de façon âpre et vindicative (les versions originales/longues font même appel à la vengeance : chantés au chevet du mort, puis plus provoquant lors de processions, voire à l’église (où ils furent ensuite interdits). 
Les chants funèbres : il s'agit de lamenti et voceri, mais on[Qui ?] les appelle aussi en langage courant ballata ou canzone selon les lieux. 
Le terme paghjella/e désigne à la fois un mode de chant traditionnel corse caractéristique à 3 voix, la chanson (polyphonique) elle-même et la formation des 3 chanteurs. On peut distinguer la mélodie (versu) et les paroles (en général associées. Exceptionnellement (par ex. en Asco), un versu peut être chanté avec différentes paroles). Les paroles sont chantées généralement par 3 hommes qui se répondent a capella : U bassu (la voix la plus grave, qui représente la force) ; A seconda (chanteur principal qui entonne le chant, et représente la sagesse); A terza (la voix la plus haute, qui amène des ornementations et termine l'accord). Éventuellement le schéma peut varier, les chanteurs prennent une attitude d'écoute des autres et pour mieux entendre leur propre voix (main sur l’oreille). L’origine du paghjella est considérée religieuse puis être passée au profane, embrassant des sujets en général de la vie quotidienne, mais peut aussi être venue antérieurement et/ou par convergence, des bergers. Tous les chants polyphoniques ne sont pas des paghjelles. Par exemple : Versu de Carbuccia, Versu de Sermanu, et Versu du Nebbiu.
Chjami e rispondi : joutes poétiques improvisées. Les chanteurs (autrefois les bergers corses d’un versant de la montagne à l’autre) s’interpellent et se répondent.
Terzetti est un chant à 3 voix, avec une structure en couplets de 3 vers. Le ton est poétique, les paroles sont principalement écrites en toscan et datent du Moyen Âge.
Divers chants traditionnels corses furent entonnés par les soldats, jusque dans les camps allemands de prisonniers 1916-1917 .  Divers chants contemporains peuvent emprunter peu ou prou certains codes musicaux traditionnels corses, seulement la langue,... par ex. : chant d'opéra Sognu (chanté en corse par Amaury Vassili à l'Eurovision 2011) - chanson de variété Mama Corsic (chantée partiellement en corse, par Patrick Fiori à l'Eurovision 1993).

## Chants et groupes polyphoniques

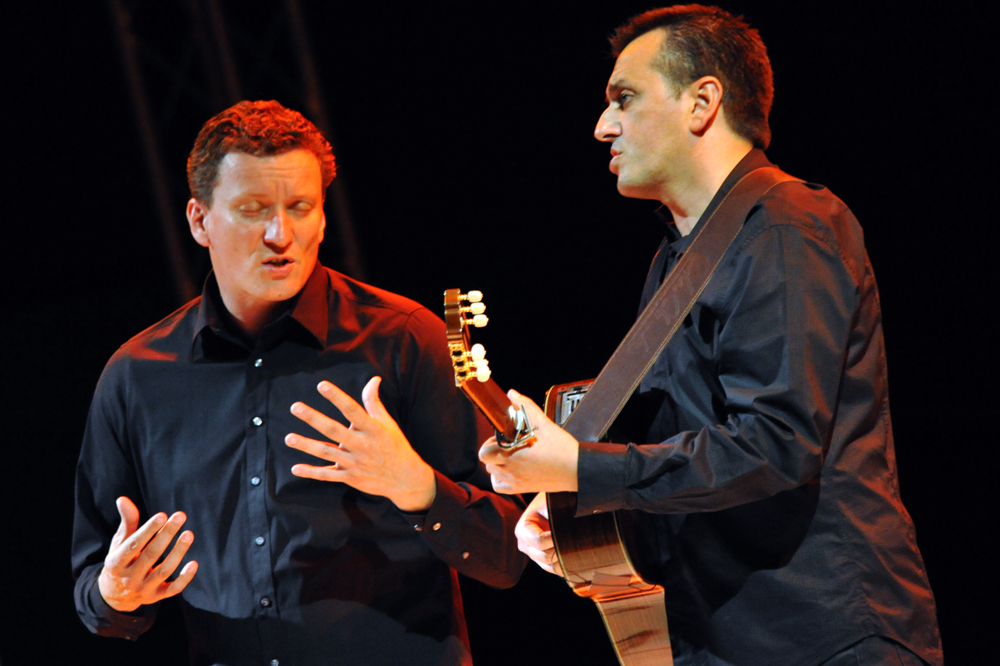
Barbara Furtuna à Varsovie.

Le chant polyphonique corse le plus connu est sans conteste le Dio vi salvi Regina (Dieu vous sauve Reine) qui est un chant d'Église, devenu l'hymne reconnu depuis 1735 par le peuple corse, et chanté par certains groupes systématiquement pour cloturer leurs concerts.
Exemples de groupes de musique et chants corses (par date de création) :
- Groupes créés avant 1980: Canta U Populu Corsu (1973), Chjami Aghjalesi, A Filetta[7][source insuffisante], Diana di l'Alba, I Muvrini (1979)[8][source insuffisante].
- Groupes créés 1980-1990 : Voce Ventu, L'Arcusgi, I Campagnoli.
- Groupes créés 1990-2000 : Tavagna (1990)[9][source insuffisante], Giramondu (1993-2004), U cori di Sarté [10][source insuffisante].
- Groupes créés 2000-2010 : Ensemble vocal du Golo [11][source insuffisante], 2000, Barbara Furtuna [12][source insuffisante], A Primavera, U Meridianu [13][source insuffisante], Chjar’di Luna
- Groupes créés 2010-2020 : Cirnese[14][source secondaire nécessaire], I Pumonti.
- Groupes créés après 2020 : L’Eternu [15][source insuffisante].

## Instruments traditionnels
Les instruments de musique (cetera, pivana, cialamella, riberbula, pirula, cassella…) font aussi partie intégrante de ce patrimoine musical mais leur rôle semble mineur comparé au chant pratiqué dans de très nombreuses occasions depuis des temps très anciens (célébrations religieuses aussi bien que banquets, fêtes, veillées...).
À l'époque contemporaine, le violon est fréquemment support de chant dans les fêtes locales ou familiales.